# Nemda (Pischma)
Die Nemda (russisch Не́мда; Mari Немде, Лемде) ist ein rechter Nebenfluss der Pischma in der Republik Mari El und in der Oblast Kirow.
Die Nemda entspringt südöstlich der Ortschaft Kuschener in der Republik Mari El. Sie fließt in überwiegend nördlicher Richtung in die Oblast Kirow und mündet schließlich bei Sowetsk in die nach Osten strömende Pischma, 9 km oberhalb deren Mündung in die Wjatka. Dabei verläuft sie am Rande des Höhenzugs Wjatski Uwal.
Die Nemda hat eine Länge von 162 km. Sie entwässert ein Areal von 3780 km².
Sie wird hauptsächlich von der Schneeschmelze gespeist.
22 km oberhalb der Mündung beträgt der mittlere Abfluss 6 m³/s.
Zwischen Mitte November und Mitte April ist der Fluss in der Regel eisbedeckt.
Zumindest in der Vergangenheit wurde auf der Nemda Flößerei betrieben.